# Onthophagus mayeri
Onthophagus mayeri là một loài bọ cánh cứng trong họ Bọ hung (Scarabaeidae).